# Patricia Hardy
Patricia Hardy (* 23. Dezember 1931 in New York City, New York; † 20. August 2011 in Los Angeles, Kalifornien) war eine US-amerikanische Schauspielerin.

## Leben
Hardy war irisch-amerikanischer Herkunft. Sie wurde im New Yorker Stadtteil Brooklyn geboren. In ihrer Jugend nahm Hardy an mehreren Schönheitswettbewerben teil. Sie wurden zur „Miss Brooklyn“, „Miss Coney Island“ und „Miss New York Press Photographer“ gewählt. Sie arbeitete als Model und war einmal auch auf dem Titelblatt der Zeitschrift Look.
Sie begann ihre künstlerische Laufbahn im Showgeschäft mit Auftritten in dem New Yorker Nachtclub Copacabana, wo sie unter anderem neben Komikern wie Danny Thomas und Jimmy Durante auftrat. Anfang der 1950er Jahre ging Hardy nach Hollywood, mit dem Ziel eine Laufbahn als Filmschauspielerin einzuschlagen.
Ihr Filmdebüt gab sie 1953 in dem Kriminalfilm Frauen in der Nacht. Eine Hauptrolle hatte sie 1956 in dem Rock ’n’ Roll-Film Ausser Rand und Band 2. Teil, dem Nachfolgefilm des erfolgreichen Musikfilms Außer Rand und Band; sie spielte darin Francine MacLaine, die hübsche Tochter einer Klatschkolumnistin.
Sie spielte in den 1950er Jahren Episodenrollen und Gastrollen in zahlreichen US-amerikanischen Fernsehserien. In der Episode The Unlighted Road aus der CBS-Fernsehserie Schlitz Playhouse spielte sie 1953 an der Seite von James Dean. Fernsehauftritte hatte sie bis Ende der 1950er Jahre unter anderem in den Fernsehserien The Count of Monte Cristo (1956), Letter to Loretta (1956), Lassie (1956), West Point (1957), Mike Hammer (1958), State Trooper (1958), und Perry Mason (1958; 1959).
1956 lernte sie den US-amerikanischen Filmschauspieler Richard Egan kennen, mit dem sie seit Dezember 1956 öffentlich zusammen auftrat. Die Heirat erfolgte im Juni 1958. Aus der Ehe gingen fünf Kinder hervor, vier Töchter und ein Sohn.
Hardy, seit 1987 verwitwet, starb im Alter von 79 Jahren in ihrem Haus in Los Angeles, im Stadtteil Brentwood. Als Todesursache wurde offiziell Darmkrebs angegeben.

## Filmografie (Auswahl)
- 1953: Frauen in der Nacht (Girls in the Night)
- 1955: Schlitz Playhouse (Episode: The Unlighted Road, mit James Dean)
- 1956: The Count of Monte Cristo (Fernsehserie, 1 Episode)
- 1956: Letter to Loretta (Fernsehserie, 2 Episoden)
- 1956: Lassie (Lassie) (Fernsehserie, 1 Episode)
- 1956: Außer Rand und Band 2. Teil (Don’t Knock the Rock)
- 1957: Crossroads (Fernsehserie, 1 Episode)
- 1957: West Point (Fernsehserie, 1 Episode)
- 1958: Mike Hammer (Fernsehserie, 1 Episode)
- 1958: State Trooper (Fernsehserie, 1 Episode)
- 1958–1959: Perry Mason (Perry Mason) (Fernsehserie, 2 Episoden)